# Distretto di Pontrieux
Il distretto di Pontrieux era una divisione territoriale francese del dipartimento delle Côtes-d'Armor, istituita nel 1790 e soppressa nel 1795.
Era formato dai cantoni di Pontrieux, Lanvollon, Lézardrieux,
Paimpol, Plouha, la Roche Derrien, Saint Gilles le Vicomte e Yvias.